# 越前島橋駅
越前島橋駅（えちぜんしまばしえき）は、福井県福井市中ノ郷町にある、えちぜん鉄道勝山永平寺線の駅である。駅番号はE8。

## 歴史
- 1919年（大正8年）6月1日：京都電燈越前電気鉄道の東藤島駅 - 観音町駅間に、島橋駅（しまばしえき、改称時期は不明）として新設開業[1][2]。なお、文献によっては同年5月23日を開業日とするものがある[3][4]。
- 1942年（昭和17年）3月2日：京福電気鉄道（京福）設立に伴い[5]、同社の越前線（後の越前本線）の駅となる[1]。
- 1975年（昭和50年）6月1日：駅業務を廃止、無人化（無人駅）[4][6]。
- 2001年（平成13年）6月24日：列車正面衝突事故が発生（京福電気鉄道越前本線列車衝突事故）[7]。これに伴う全線運行休止により休業[6][8]。
- 2003年（平成15年）
  - 2月1日：京福がえちぜん鉄道に駅施設を譲渡[8]。同社の勝山永平寺線の駅となる[4]。
  - 7月20日：福井駅 - 永平寺口駅間の運行再開に伴い、営業再開[8]。

## 駅構造
島式ホーム1面2線を有する地上駅で無人駅である。駅舎とホーム間は構内踏切を備えた通路を行き来することになる。列車交換が可能で、電車は右側通行で進入する。
| のりば | 路線          | 方向 | 行先                              |
| ------ | ------------- | ---- | --------------------------------- |
| 駅舎側 | ■勝山永平寺線 | 下り | かつやま方面 (永平寺口・勝山方面) |
| 反対側 | ■勝山永平寺線 | 上り | ふくい方面 (福井方面)             |

## 利用状況
1日の平均乗降人員は以下のとおりである。
| 乗降人員推移 | 乗降人員推移 |
| 年度         | 1日平均人数  |
| ------------ | ------------ |
| 2011年       | 73           |
| 2012年       | 72           |
| 2013年       | 66           |
| 2014年       | 69           |
| 2015年       | 66           |
| 2016年       | 72           |
| 2017年       | 65           |
| 2018年       | 80           |

## 駅周辺
駅北側には、2018年（平成30年）にパークアンドライド用の駐車場が整備された（30台駐車可能）。
- 乗合タクシー 越前島橋駅停留所 - 駐車場内
  - 福井交通 乗合タクシー中藤線 アピタエルパ前・舟橋方面 森田駅行き
- 北陸自動車道（越前橋） - 東約100 mで立体交差する。付近から南方に福井北JCT/ICの盛土も見えるが、IC出入口と高速路線バスの停留所は2015年に移転し観音町駅が最寄となった。
- 国道416号
- 福井県道111号舟橋松岡線（松岡観音跨線橋） - 東約350 mで立体交差。
- 福井県立大学 本部・永平寺キャンパス - 北約500 mから福井県道164号大畑松岡線に入り九頭竜川（福松大橋）を渡り、駅から正門まで約2.3 km。当駅が最寄駅ではあるが、一般路線バスは当駅付近を経由せず、福井駅や松岡駅とを結んでいる。

## 隣の駅
えちぜん鉄道
■勝山永平寺線
□快速（上りのみ）・■普通
東藤島駅 (E7) - 越前島橋駅 (E8) - 観音町駅 (E9)